# 段君毅
段君毅（1910年3月13日—2004年3月8日），河南范县人，中国共产党、中华人民共和国政治人物，原副国级领导人。原中共中央顧問委員會常委，原北京市委第一书记。

## 生平
- 早年在山东聊城省立第二中学读书。
- 1931年初中毕业后即赴北平求学，同年9月参加中国共产党领导的“中国社会科学家联盟”北平分盟。
- 1932年夏，考入北平中国大学政治经济系，先后参加了北平学联组织的南下扩大宣传团和「一二·九」学生爱国运动。
- 1936年3月加入中国共产党。先后任中共中国大学支部书记、北平市西区区委书记。
- 1936年10月赴上海，出任中国学生救国联合会执行委员会主席，并负责编辑出版全国学联机关刊物《学生之路》。
- 1937年12月赴延安参加中共中央党校学习，后被派往山东抗日前线，任中共泰西特委书记、泰西行政委员会主任，组织发展抗日武装力量，开辟泰西抗日根据地。
- 1939年8月后，任八路军第115师鲁西军区副旅长，在1939年反扫荡作战中伏击日军114师团长沼田德重中将所部，沼田重伤，8月2日毙命于济南日军陆军中心医院，是敌后战场的重大战果之一。
- 1960年任中華人民共和國第一機械工業部部长（1960年9月—1970年6月）。
- 1976年至1978年任中华人民共和国铁道部部长。
- 1978年10月－1979年9月，任河南省省长。
- 1978年10月－1981年1月，任中共河南省委第一书记。
- 1981年至1984年任中共北京市委第一书记。
- 1982年中共十二大上，被选为中共中央顾问委员会常务委员，由于中共中央顾问委员会常委享受政治局委员待遇，段君毅也可算是党的领导人之列。